# Canthon steinheili
Canthon steinheili là một loài bọ cánh cứng trong họ Bọ hung (Scarabaeidae).